# Fonthill Abbey

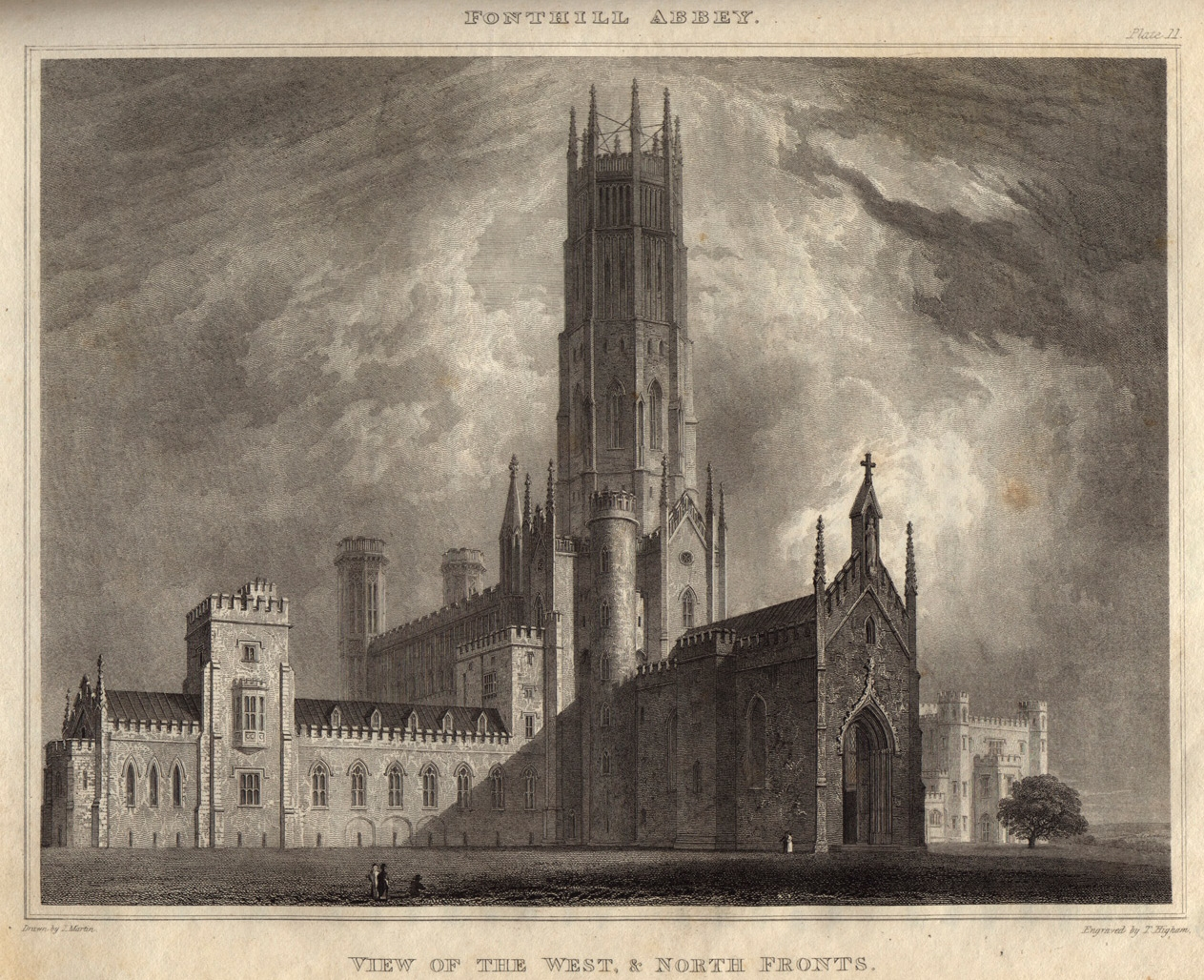
La casa-abbazia di Fonthill

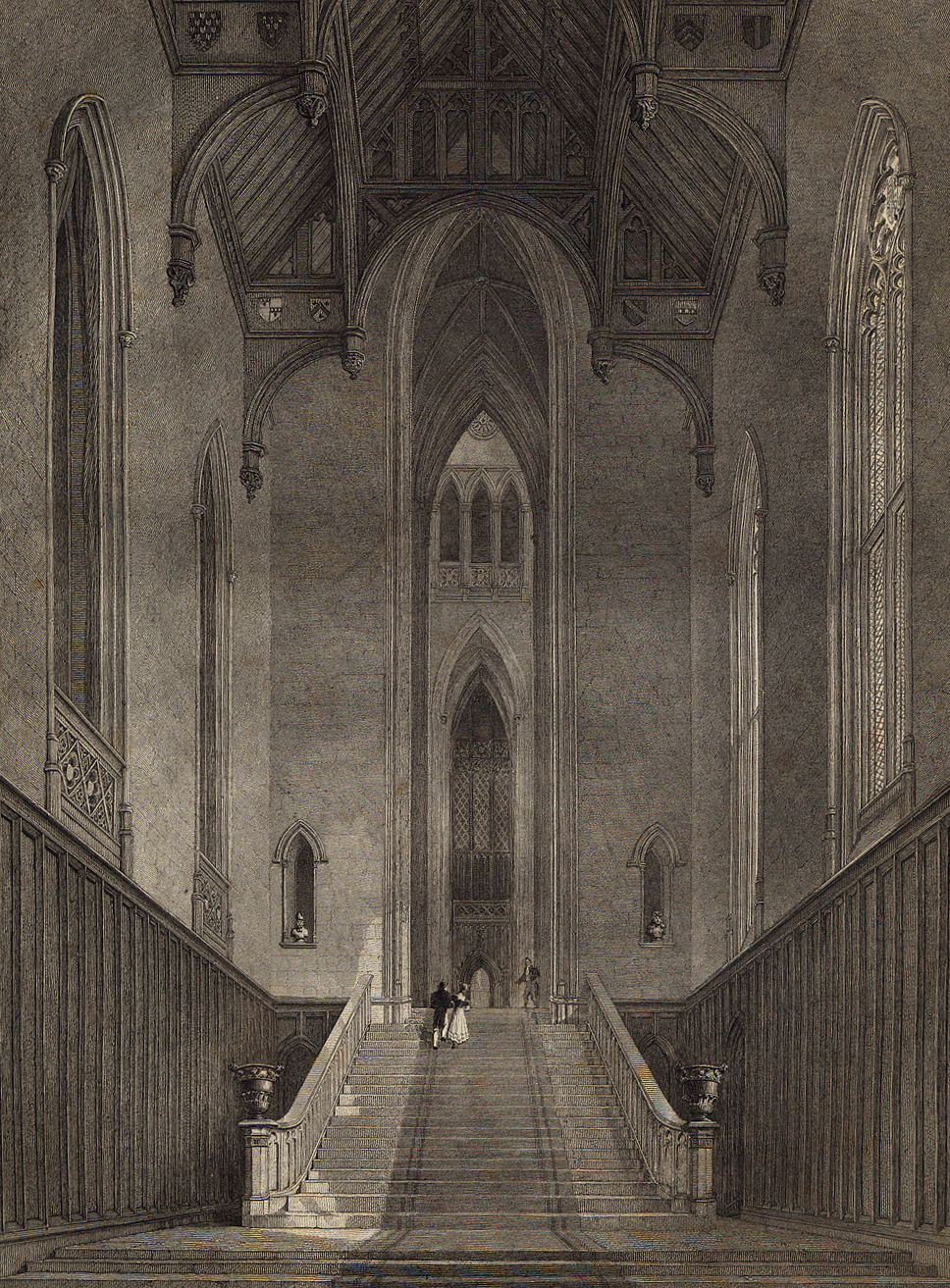
Fonthill: interno

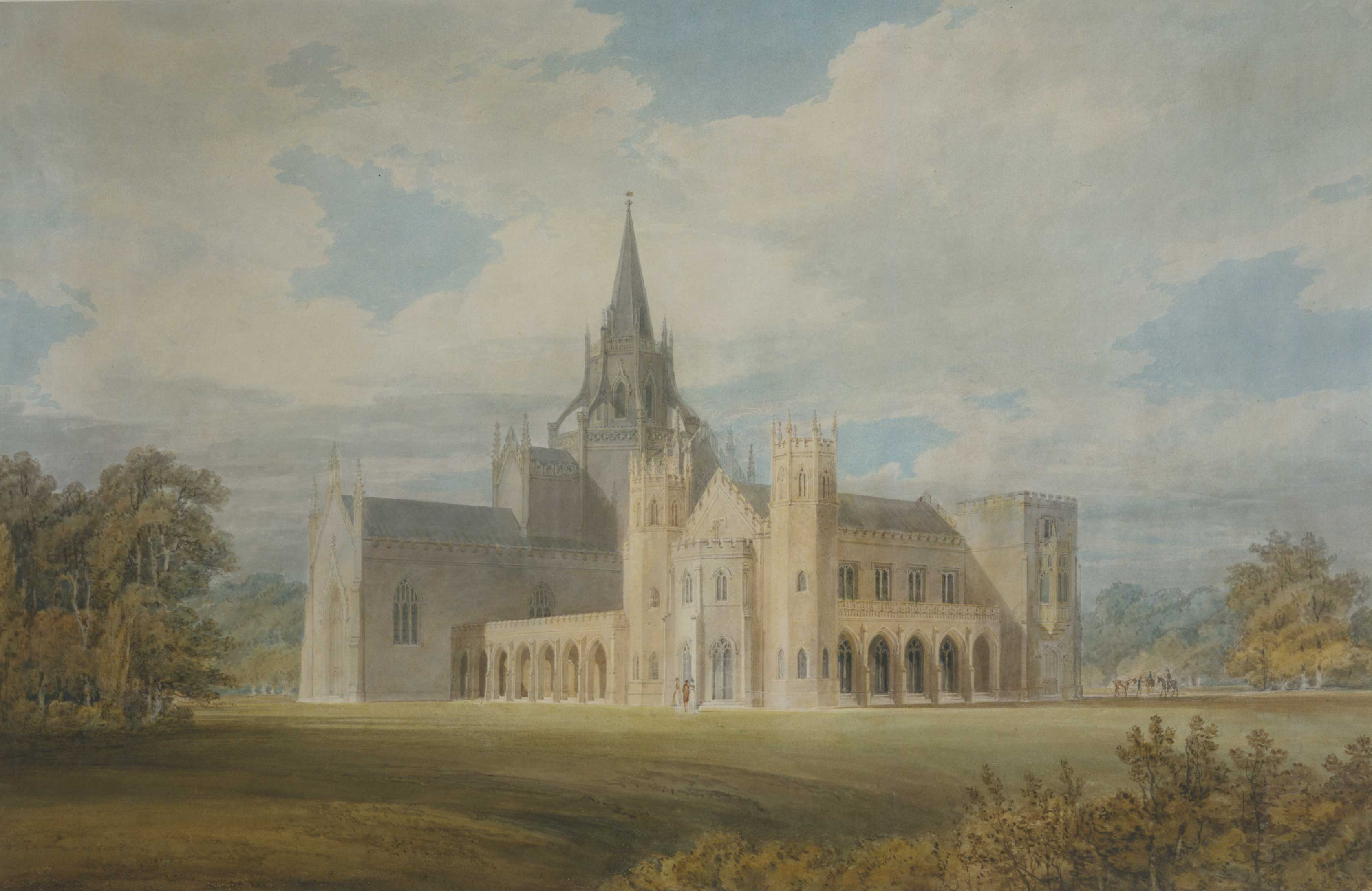
Una vista di Fonthill Abbey, William Turner (1799)

Fonthill Abbey, nota anche come  Beckford's Folly (Follia di Beckford), era una grande residenza di campagna, in stile neogotico, costruita tra il 1796 e il 1813 presso il villaggio di Fonthill Gifford, nel Wiltshire (Inghilterra), su progetto dell'architetto James Wyatt per conto dello scrittore, mecenate e collezionista d'arte William Beckford. Si trattava di una residenza di campagna con elementi decorativi simili a un'abbazia; le dimensioni dell'edificio erano di gran lunga superiori alla villa di Walpole, pur mantenendo quella tenebrosa solennità che i romantici collegavano al concetto di secoli bui.
L'eccentrica residenza, che in origine avrebbe dovuto essere una rovina, con tanto di resti di un chiostro, fu ampliata con la costruzione di una grande torre a pianta ottagonale, alta circa 85 metri, che però crollò nel 1825, forse a causa delle esili fondazioni che aveva, adempiendo però al bizzarro disegno originale del suo committente. Dopo altri crolli della torre principale la grande residenza venne demolita negli anni successivi.